# Natrium-D-Linie

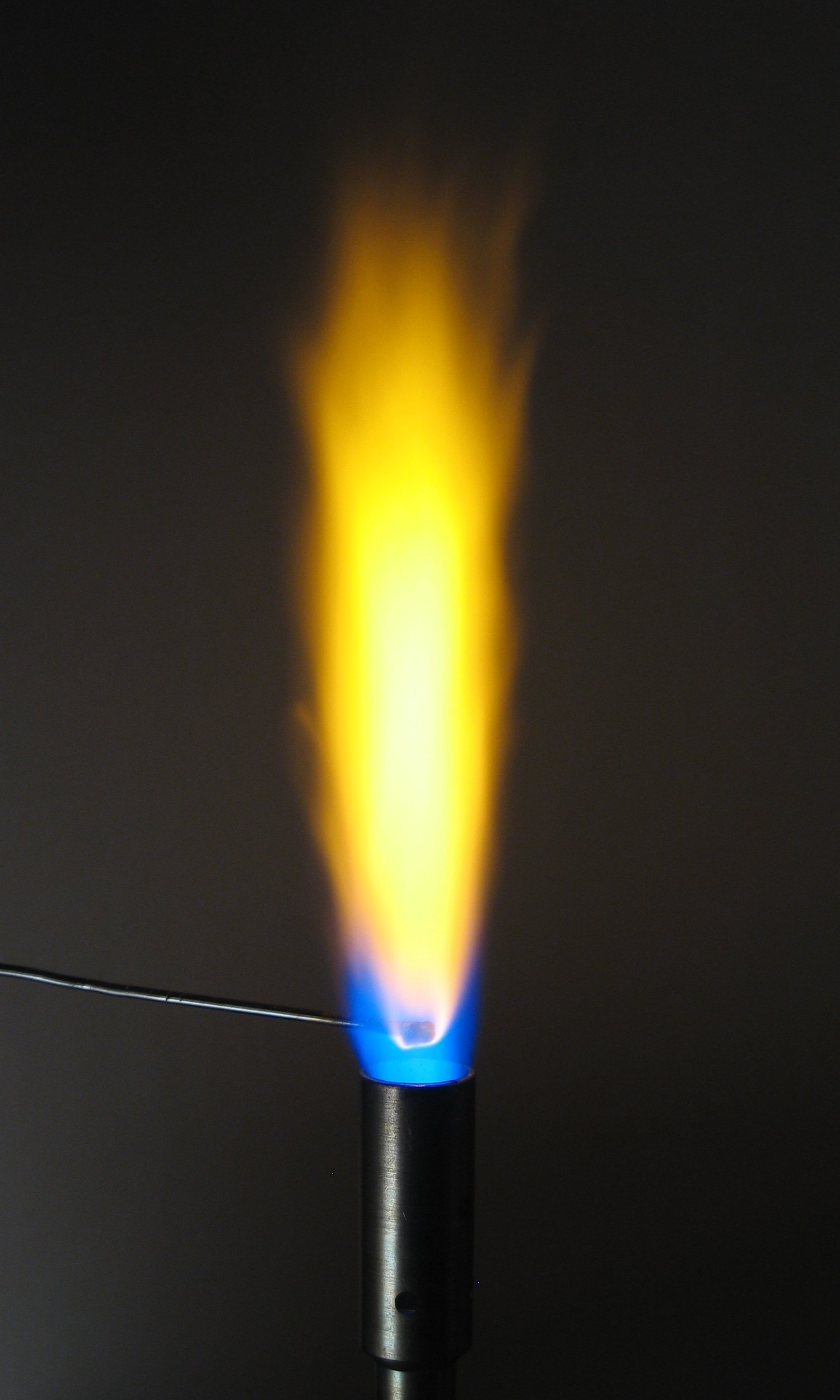
Gelbe Flammenfärbung durch Natrium

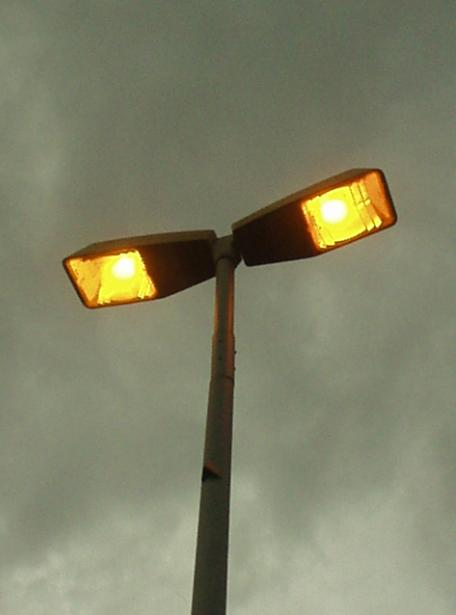
Bahnsteigleuchte mit Natriumdampf-Hochdrucklampen, erkennbar am orange-gelben Licht

Die Natrium-D-Linie ist die dominante Spektrallinie im Spektrum von Natrium. Sie ist eine der stärksten Fraunhofer’schen Absorptionslinien im Spektrum der Sonne. Die Bezeichnung „D“ ist historisch bedingt und kommt von der Benennung der Fraunhoferlinien.
In Emission bewirkt die Natrium-D-Linie die typisch gelbe Flammenfärbung, die sich schon durch Streuen von Kochsalz (Natriumchlorid) in eine Gasflamme beobachten lässt. Sie ist außerdem der Grund für die gelbe Farbe von Natriumdampflampen, die häufig zur Straßenbeleuchtung eingesetzt werden.
Bei genauerer Betrachtung zeigt sich, dass die Natrium-D-Linie in zwei dicht beieinander liegende Spektrallinien (auch als Dublett bezeichnet) aufgespalten ist, deren Wellenlängen 588,9951 nm (D2) und 589,5924 nm (D1) betragen. Die beobachtete Feinstrukturaufspaltung der Natrium-D-Linie sowie ähnlicher Linien anderer Alkalimetalle veranlasste Samuel Abraham Goudsmit und George Eugene Uhlenbeck im Jahre 1925, die Existenz des Elektronenspins zu postulieren.
Die Natrium-D-Linie entsteht beim Übergang des äußeren Elektrons aus dem angeregten 3p-Zustand in den 3s-Grundzustand (bei Emission; bei Absorption entsprechend umgekehrt). Durch die Kopplung des Elektronenspins mit seinem Bahndrehimpuls (Spin-Bahn-Kopplung) ist der 3p-Zustand in zwei Zustände mit Gesamtdrehimpuls Ĵ = 1/2 bzw. 3/2 aufgespalten, je nachdem, ob Spin und Bahndrehimpuls parallel oder antiparallel eingestellt sind. Die Energiedifferenz der beiden Zustände beträgt 0,0021 eV, entsprechend der Frequenzdifferenz von 515 GHz des Liniendubletts.

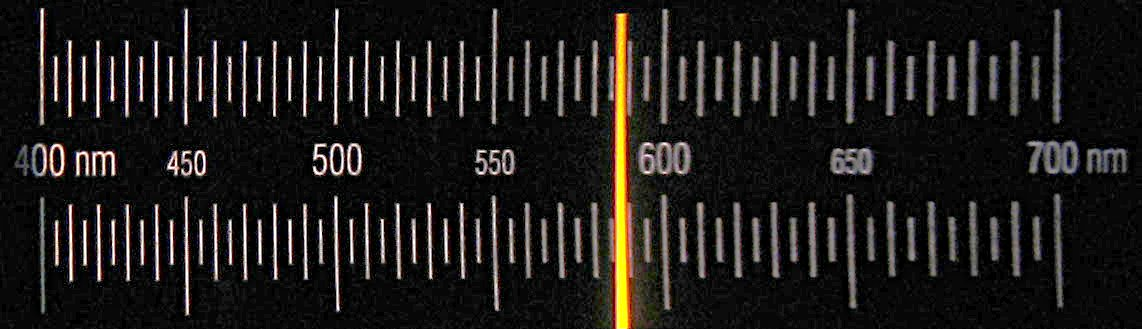
Natrium-D-Linie im Spektroskop. Die Auflösung des Spektroskops ist zu gering, um die Aufspaltung der Linie zu zeigen.

Eine sehr nahe weitere gelbe Linie bei 587,49 nm von der Sonne wurde 1868 gefunden und in Richtung niedrigerer Wellenlängen weiterzählend als D3 bezeichnet und war die erste Spur zur Entdeckung von Helium.